# مرداک مک‌کواری
مرداک مک‌کواری (انگلیسی: Murdock MacQuarrie؛ ۲۵ اوت ۱۸۷۸ – ۲۲ اوت ۱۹۴۲) یک کارگردان فیلم و هنرپیشه اهل ایالات متحده آمریکا بود.
از فیلم‌ها یا برنامه‌های تلویزیونی که وی در آن نقش داشته است می‌توان به مبارزه برای عدالت، عصر جدید، مردمان گربه‌ای، اختلاس، دام، دختر شهر کوچک و دروغ اشاره کرد.